# Prezier
Prezier ist ein Ortsteil der Gemeinde Lemgow im Landkreis Lüchow-Dannenberg in Niedersachsen.

## Geschichte
Am 1. Juli 1972 wurde Prezier in die Gemeinde Lemgow eingegliedert.

## Kirche

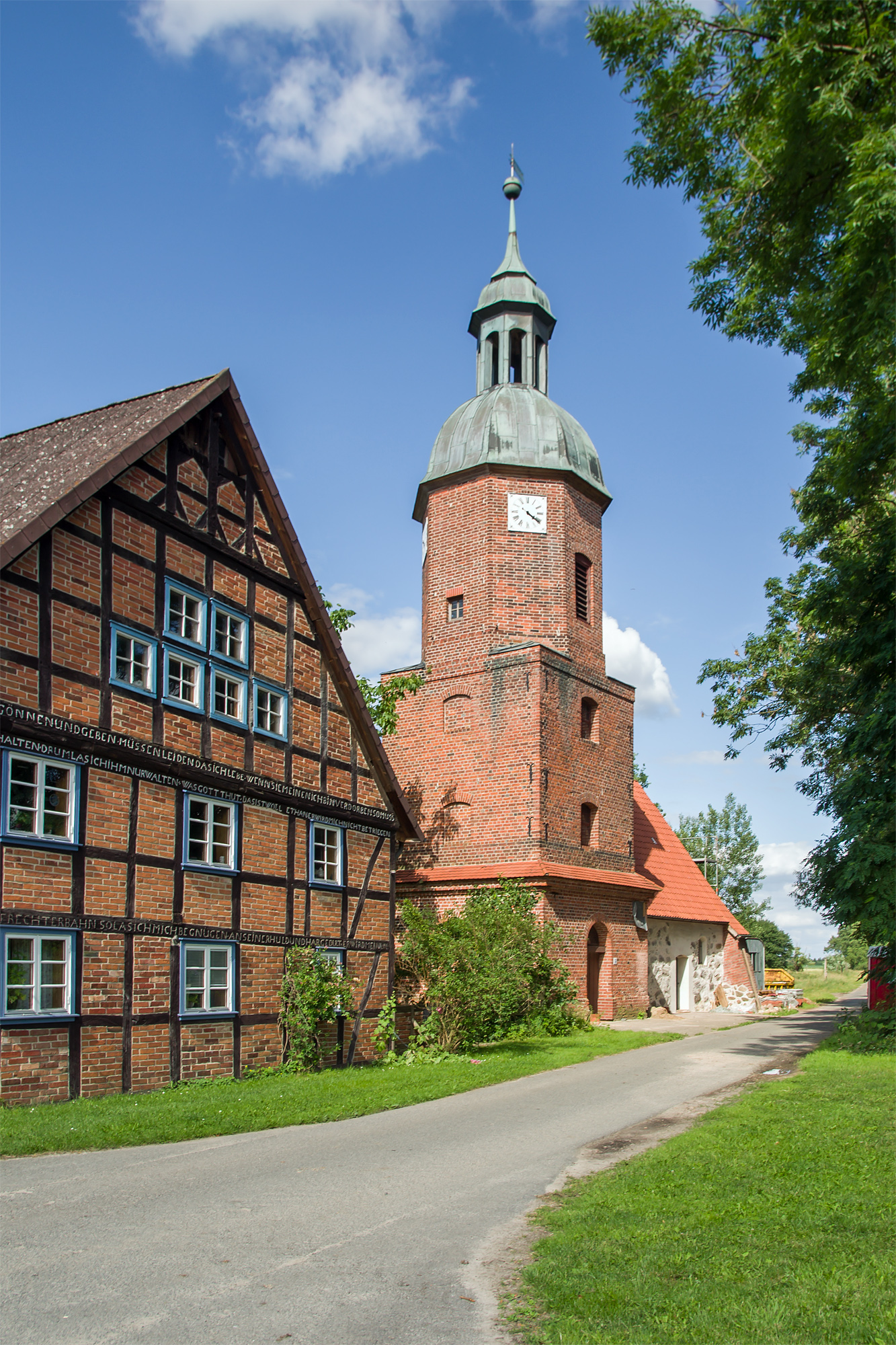
Heilige-Drei-Könige-Kapelle in Prezier mit barockem Ziegelturm

Ev. Heilige-Drei-Könige-Kapelle

## Söhne und Töchter
- Wolfgang Buhr (1932–2016), ehemaliger Kommunalpolitiker (CDU)